# Oxyloma retusum
Oxyloma retusum är en snäckart som först beskrevs av I. Lea 1834.  Oxyloma retusum ingår i släktet Oxyloma och familjen bärnstenssnäckor. Inga underarter finns listade i Catalogue of Life.